# 무라사키노역
무라사키노역(일본어: 村崎野駅)은 일본 이와테현 기타카미시에 있는 동일본 여객철도 도호쿠 본선의 역이다. 상대식 승강장 2면 2선의 구조를 지닌 지상역이다.

## 타는 곳
| 1 | ■ 도호쿠 본선 | (상행) | 기타카미 · 이치노세키 방면 |
| 2 | ■ 도호쿠 본선 | (하행) | 하나마키 · 모리오카 방면   |

## 이용 현황
| 연도     | 하루 평균 승차 인원 | 연도     | 하루 평균 승차 인원 |
| 2000년도 | 849                 | 2006년도 | 903                 |
| 2001년도 | 880                 | 2007년도 | 893                 |
| 2002년도 | 900                 | 2008년도 | 870                 |
| 2003년도 | 888                 | 2009년도 | 879                 |
| 2004년도 | 923                 | 2010년도 | 876                 |
| 2005년도 | 921                 |          |                     |
| -------- | ------------------- | -------- | ------------------- |

## 역 주변
- 기타카미강
- 기타카미 공업 단지
- 국도 제4호선

## 역사
- 1919년 3월 5일 : 무라사키노 신호장(일본어: 村崎野信号場)으로 개설.
- 1950년 11월 1일 : 역으로 승격. 무라사키노역으로 개업.
- 1987년 4월 1일 : 민영화에 따라, 동일본 여객철도로 이관.

## 인접 정차역
| 도호쿠 본선              | 도호쿠 본선   | 도호쿠 본선            |
| ------------------------ | ------------- | ---------------------- |
| 로쿠하라 이치노세키 방면 | ■ 도호쿠 본선 | 하나마키 모리오카 방면 |